# Kruchió Tibor
Kruchió Tibor (Békés, 1967 –) dél-alföldi hajléktalan sorozatgyilkos. Kruchió egy 2001 őszén elkövetett igen intenzív, négy halálos áldozatot követelő bűncselekmény-sorozattal vált ismertté. Motivációját tekintve a sorozatgyilkosok pénzhajhász típusához tartozott, bűncselekményeit hosszasabb tervezés nélkül, szinte rögtönözve követte el.
Kruchió Tibor Békés városban született szegény családban. A rendszerváltás után hajléktalan lett, szegedi lakatlan házakban, illetve az Indóház tér sarkán álló hajléktalanszállón húzta meg magát. 2001 előtt is követett már el bűncselekményeket, ám ezek csak kisebb súlyú lopások, csalások voltak. Családja nem volt, emberi kapcsolatait jobbára a hozzá hasonló hajléktalanok jelentették. 2001-ben sem állandó lakó-, sem munkahellyel nem rendelkezett.
Kruchió akkor kezdett intenzív bűncselekmény-sorozatba, amikor ismerőse, Dimovics József útján megismerkedett Kocsis Lajossal. A bűnöző életvitelt folytató Kocsis alig két héttel korábban szabadult egy hosszabb börtönbüntetésből és Dimocviccsal közösen megpróbált kirabolni egy ceglédi benzinkutat. A kísérlet kudarcot vallott, Dimovicsnak menekülnie kellett, ráadásul a töltőállomás munkatársai még autójának a rendszámát is feljegyezték, ezért szegedi otthonába nem térhetett haza. Dimovics és Kocsis ekkor felkeresték a baktói kertvárosban élő Kruchiót, és arra kérték, hogy nyújtson nekik menedéket. Kruchió megszerezte a ház tulajdonosainak beleegyezését, így Kocsis és Dimovics Baktón maradhatott. A három férfi azonban pénzszűkében volt, ezért bűncselekményeket kezdtek tervezni. Dimovics felvetette, hogy az egyik szegedi nőismerősénél jelentősebb vagyon van felhalmozva. A nő ismerte Dimovicsot, a kirablásához olyan személy kellett, akit a hatóságok nem tudnak kapcsolatba hozni vele. Kruchió Tibor vállalta, hogy végrehajtja a rablást. A férfi Rókusra ment, ahol a Kisteleki Ede utcában önmagát az asszony fiának kiadva bejutott annak lakásába, ahol előbb ütlegelte, majd egy ruhadarabbal megfojtotta az asszonyt. A lakásból pénzt, ékszereket, italokat és ruhákat rabolt el, zsákmányának értéke 200 ezer forint körüli összeg volt.
A csoport gyenge láncszeme Dimovics volt, akiben egyre érett az elhatározás, hogy nem bujkál tovább az őt a ceglédi rablás miatt kereső rendőrök elől, enyhébb büntetést várva önként feladja magát. Dimovics társai tudtára hozta önfeladási szándékát, ez azonban a társakra nézve kifejezetten kockázatos lett volna, hiszen az alig pár nappal korábban szabadult Kocsis és a rókusi gyilkosságot elkövető Kruchió így a rendőrök látókörébe került volna. Kocsis és Kruchió ezért eltervezték, hogy megölik Dimovicsot is. Szeptember 21-én Dimovics italába nyugtatókat kevertek, az elkábult férfit egy szőnyegbe burkolták, majd olyan erővel nehezedtek annak mellkasára, hogy Dimovics bordái eltörtek. A megfulladt tettestársat a kiskundorozsmai tanyavilágba szállították és egy lakatlan ingatlan udvarán lévő kútba dobták. A banda ezek után további bűncselekmények elkövetését tervezve fegyvereket vásárolt.
Kruchió harmadik gyilkosságát október 25-én követte el. Azt a tippet kapta, hogy egy kiskundorozsmai tanyán élő özvegy asszony jelentősebb összeget tart házában. Kruchió és Kocsis az asszony házához mentek, ahol rátámadtak a nőre és pénzt követeltek tőle. Az asszony a felszólításra átadta pénztárcáját, ám amikor Kocsis kinyitotta azt, akkor csupán egy jelentéktelen összeget, 3000 forintot találtak benne. Kruchió annyira feldühödött a csekély összegen, hogy közelről főbe lőtte az asszonyt, aki szinte azonnal meghalt. Kruchióék átkutatták a házat, ám a gazdagnak hitt özvegynél jóformán semmi értékeset nem találtak, gyakorlatilag 3000 forintnyi zsákmánnyal távoztak. Kruchió a kudarctól feldühödvén úgy döntött, hogy már másnap újabb rablást követ el. Áldozatnak egyik ismerősét szemelte ki, akiről úgy tudta, hogy reggelente jelentősebb összeggel a táskájában indul dolgozni tarjáni otthonából. A kora reggeli órákban elrejtőzött a ház előtt, majd a fél hatkor az épületből kilépő áldozatra fegyverrel rátámadt, és fenyegetőzve a táskáját követelte. A férfi azonban nem adta át táskáját, ellenállt Kruchiónak, aki végül három lövéssel tett pontot a rablásra. A súlyosan megsérült áldozat néhány nap múlva meghalt a kórházban. Kruchió két embert lőtt le 24 órán belül, azonban a pénzszerzési vágytól túlpörgött bűnöző a tarjáni lövöldözés után néhány órával már egy szegedi fémkereskedő telepet támadott meg. A telep dolgozóját egy fémrúddal leütötte, a kasszából pedig 70 ezer forintot vitt el. A leütött munkás sérülésekkel ugyan, de túlélte a Kruchióval való találkozást.
Kruchió ámokfutássá változó pénzszerzési kísérleteinek az vetett véget, hogy a rendőrség elfogta. 2003. szeptember 26-án az ügyben első fokon eljáró Csongrád Megyei Bíróság Kruchiót négy ember meggyilkolása miatt életfogytig tartó fegyházra ítélte a feltételes szabadlábra helyezés lehetősége nélkül. Fellebbezés után a Szegedi Ítélőtábla jóváhagyta az ítéletet. A Kruchiót megvizsgáló orvosok az ítélet kimondása után megállapították, hogy a férfi előrehaladott állapotban lévő rákbetegségtől szenved. Akkor úgy tűnt, hogy a rá kiszabott életfogytiglani büntetés nem lesz hosszú, azonban a börtönkórház orvosai megműtötték, és kigyógyították a rákból. A sorozatgyilkos Kruchió Tibor a szegedi Csillag börtönben tölti büntetését[mikor?].